# Brzice
Obec Brzice (německy Brösel) se nachází v okrese Náchod, který leží v kraji Královéhradeckém. Žije zde 234 obyvatel.

## Historie
První písemná zmínka o obci pochází z roku 1422. Během 1. světové války padlo nebo zemřelo na následky válečných zranění 11 občanů tehdejší obce. V letech 1938 až 1945 byla část nynější obce Brzice, a to Proruby a Komárov, součástí Německa. V roce 1952 byla osada Grunt obce Brzice přejmenována na Žlíbeček. V roce 1960 byl  k Brzicím připojen Žďár a tehdejší obec Proruby s osadami Komárov, Běluň, Žlíbeček a Harcov. V roce 1980 zanikly, resp. se staly součástí Žďáru, osady Harcov, Dolní a Horní Žlíbek.

## Pamětihodnosti
- Smírčí kříž Na Chrbách (kulturní památka)[6]
- Hřbitovní kaple Panny Marie
- Kaplička
- Kamenný kříž z roku 1780  (kulturní památka)[7]
- Pomník padlých v 1. světové válce[4]

## Části obce
- Brzice (k. ú. Brzice)
- Běluň (k. ú. Brzice)
- Komárov (k. ú. Proruby)
- Proruby (k. ú. Proruby)
- Žďár (k. ú. Brzice a Harcov)

## Významní rodáci
- Jan Hostáň (1898–1982, spisovatel a pedagog)
- Otto Špaček (1918–2007, pilot československých perutí RAF)

## Galerie

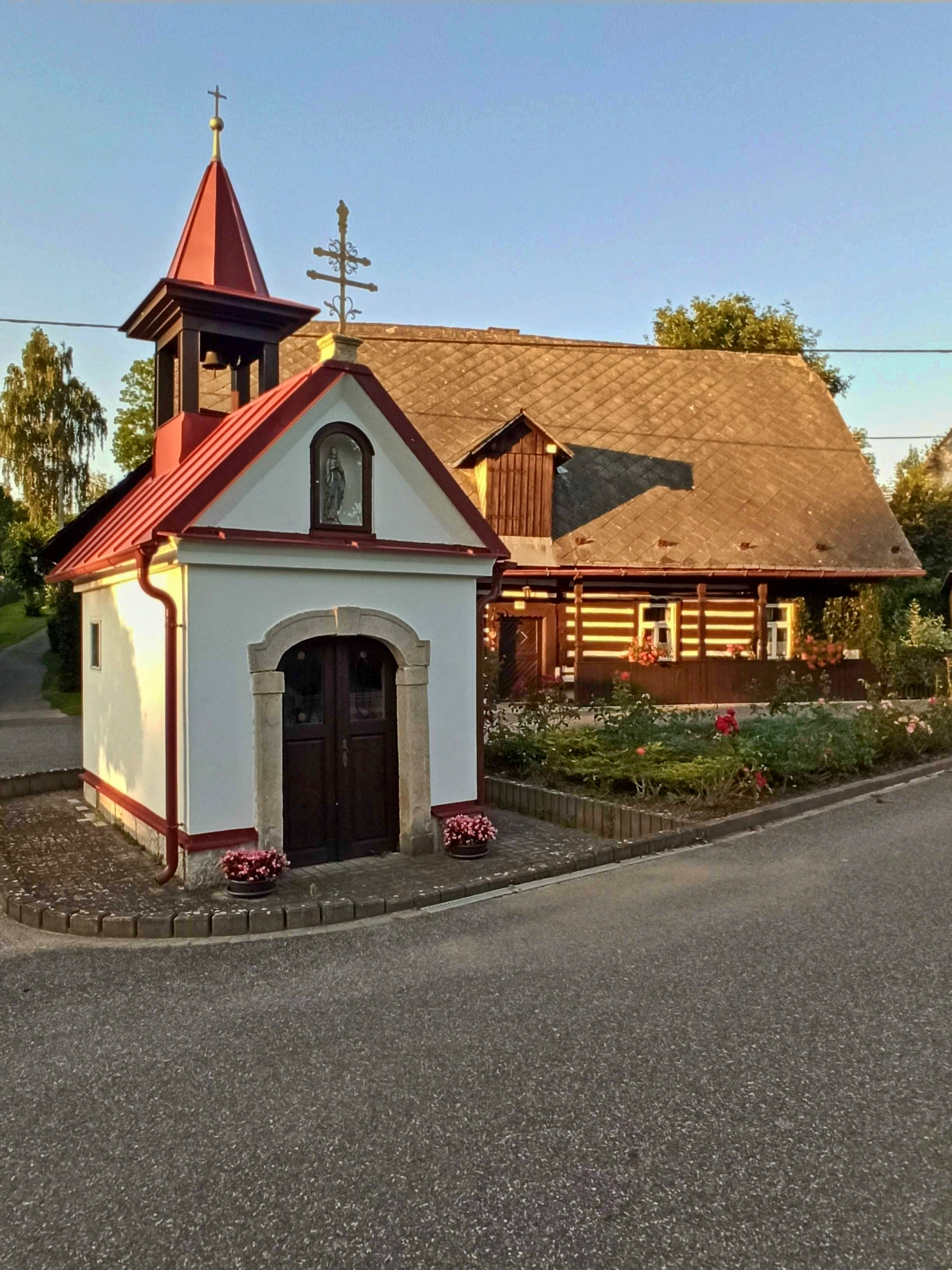
Kaplička na návsi
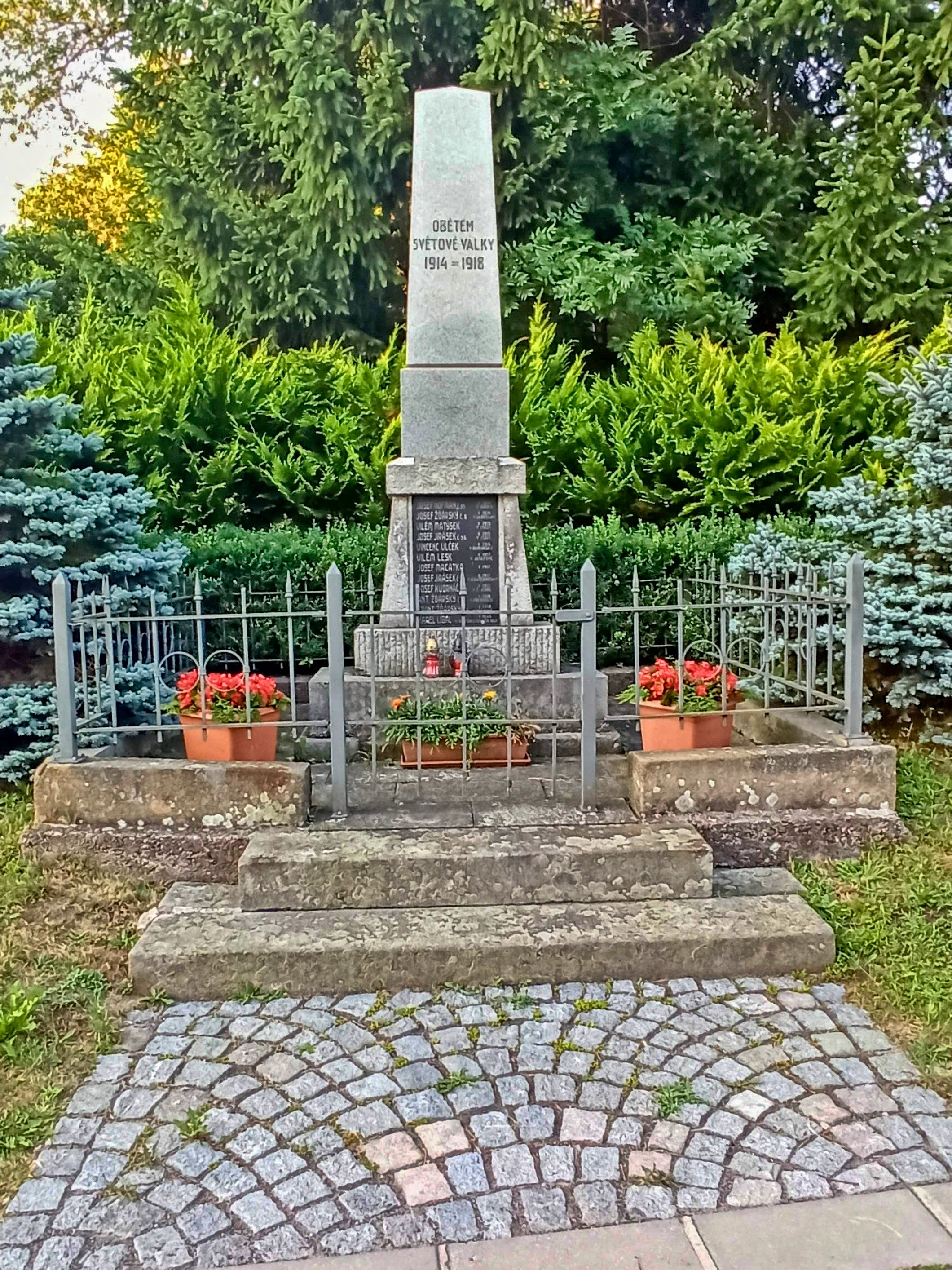
Pomník padlým
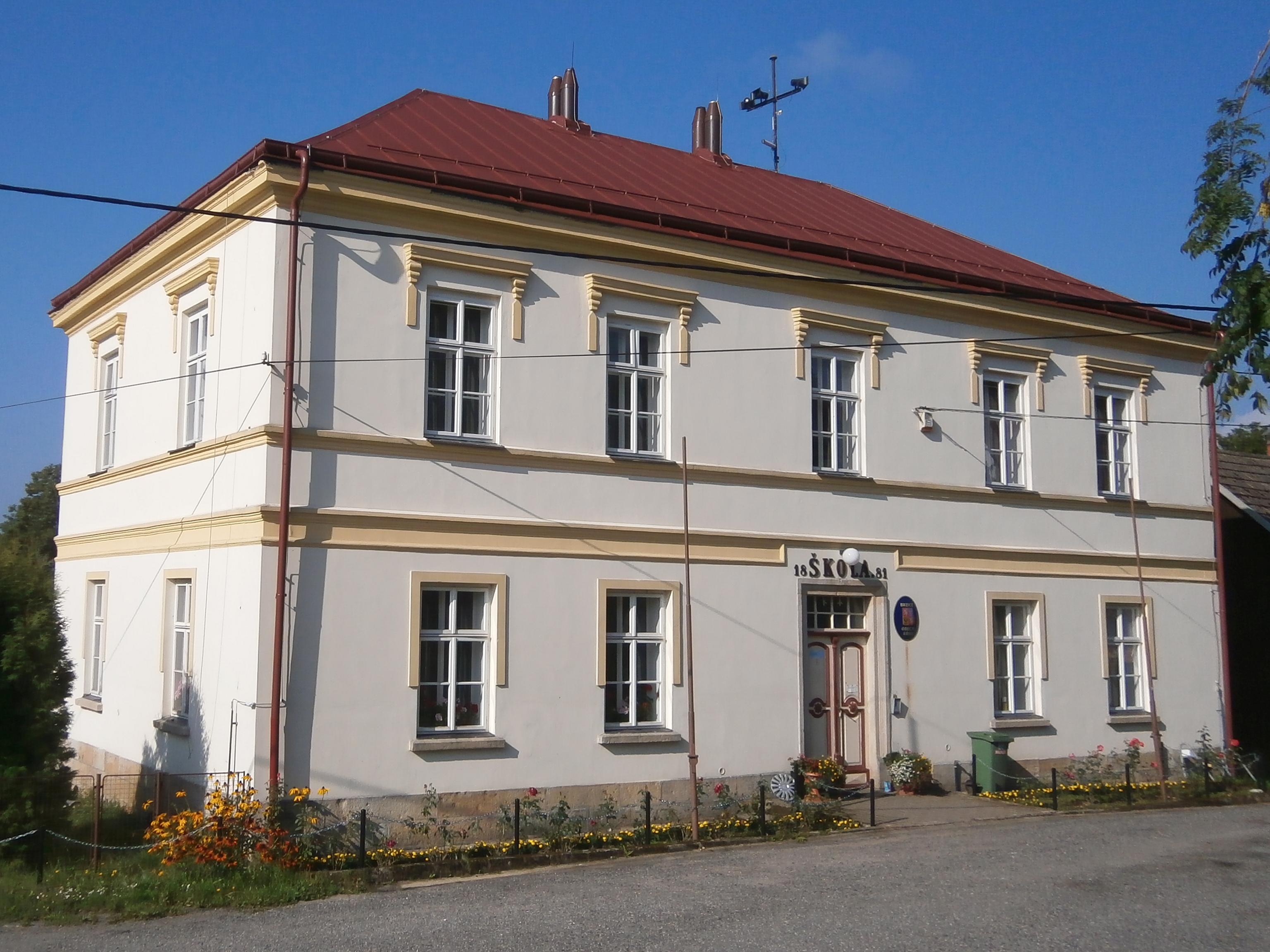
Obecní úřad
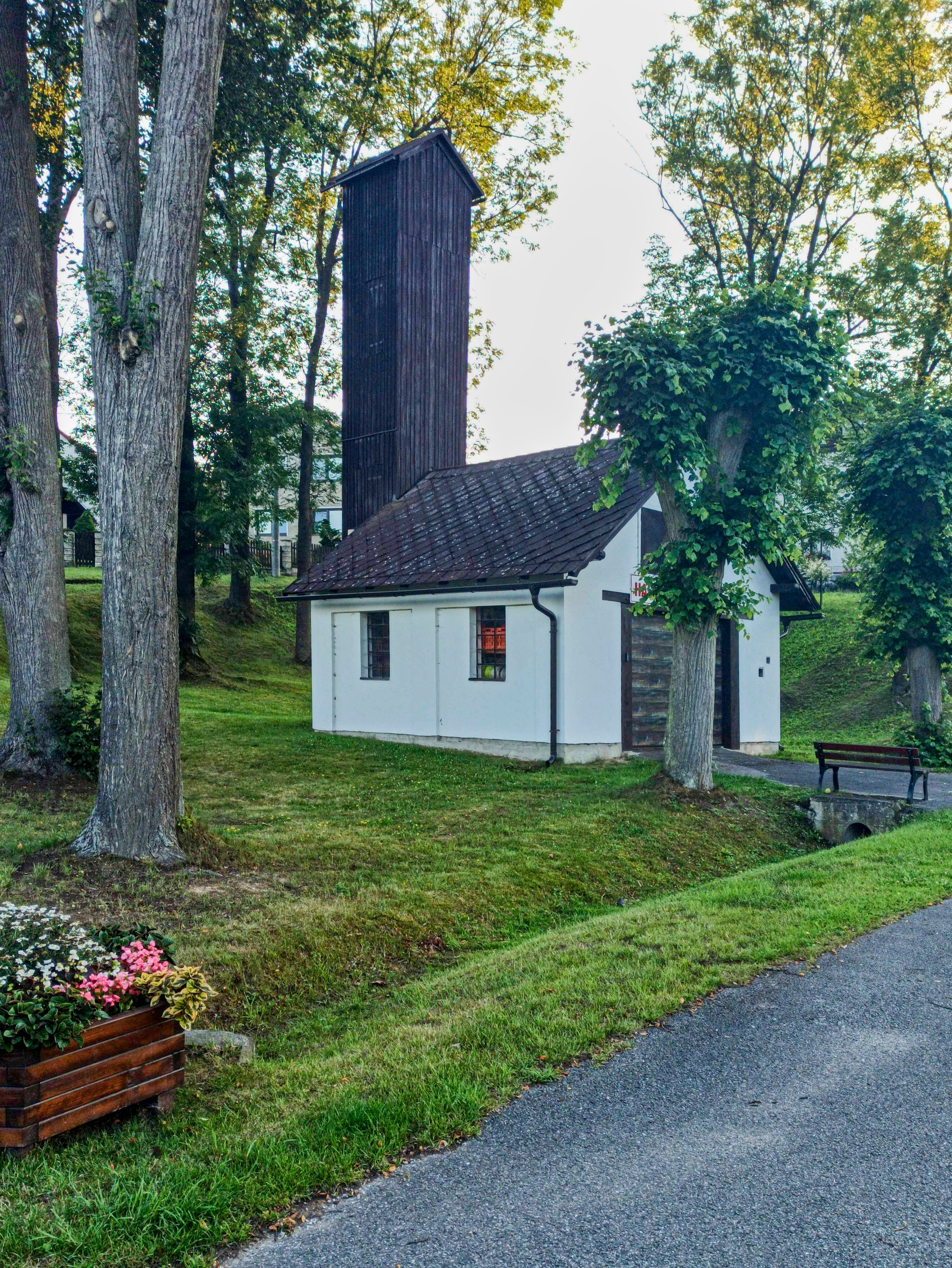
Hasičská zbrojnice
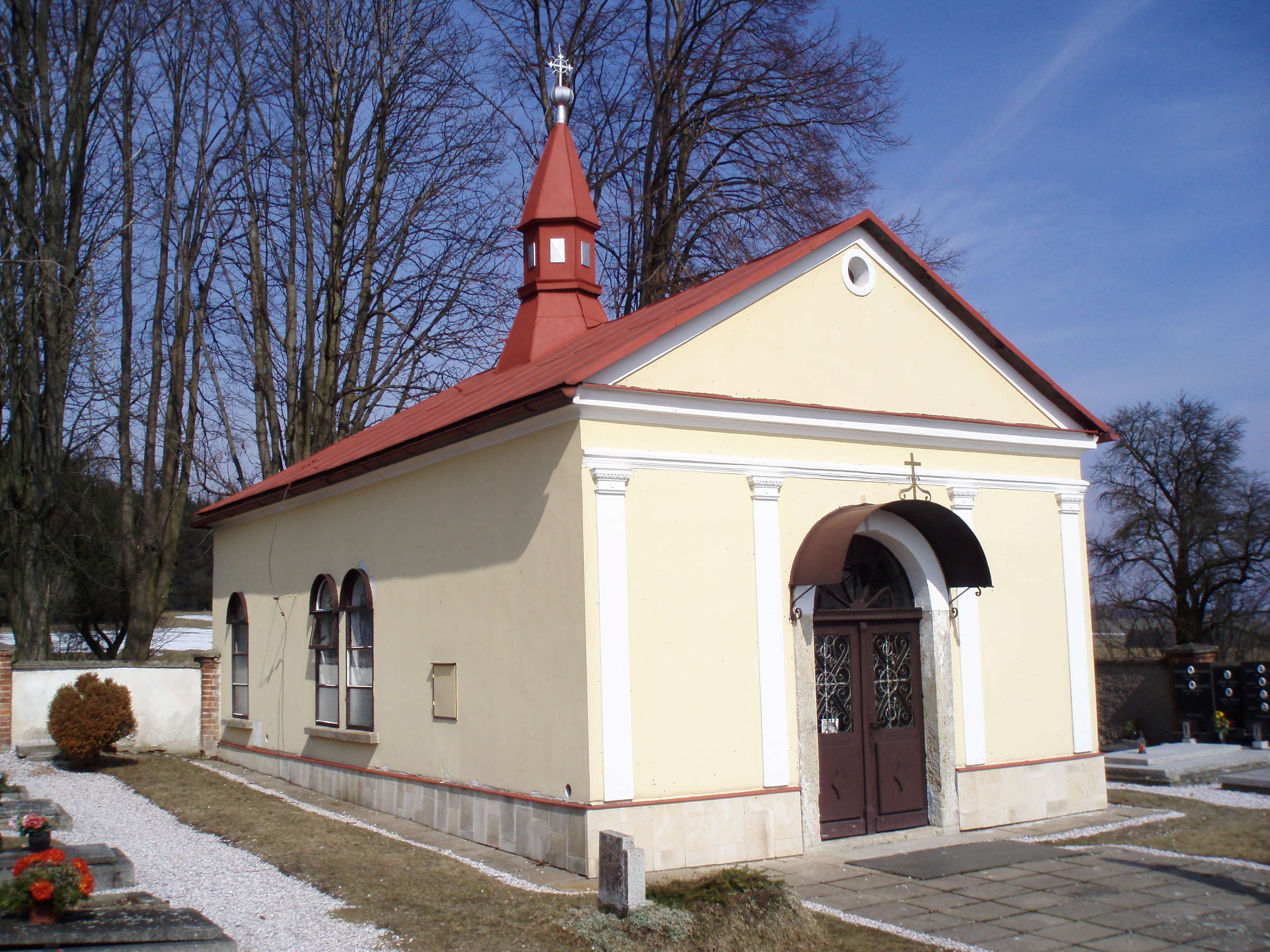
Kaple Panny Marie na hřbitově
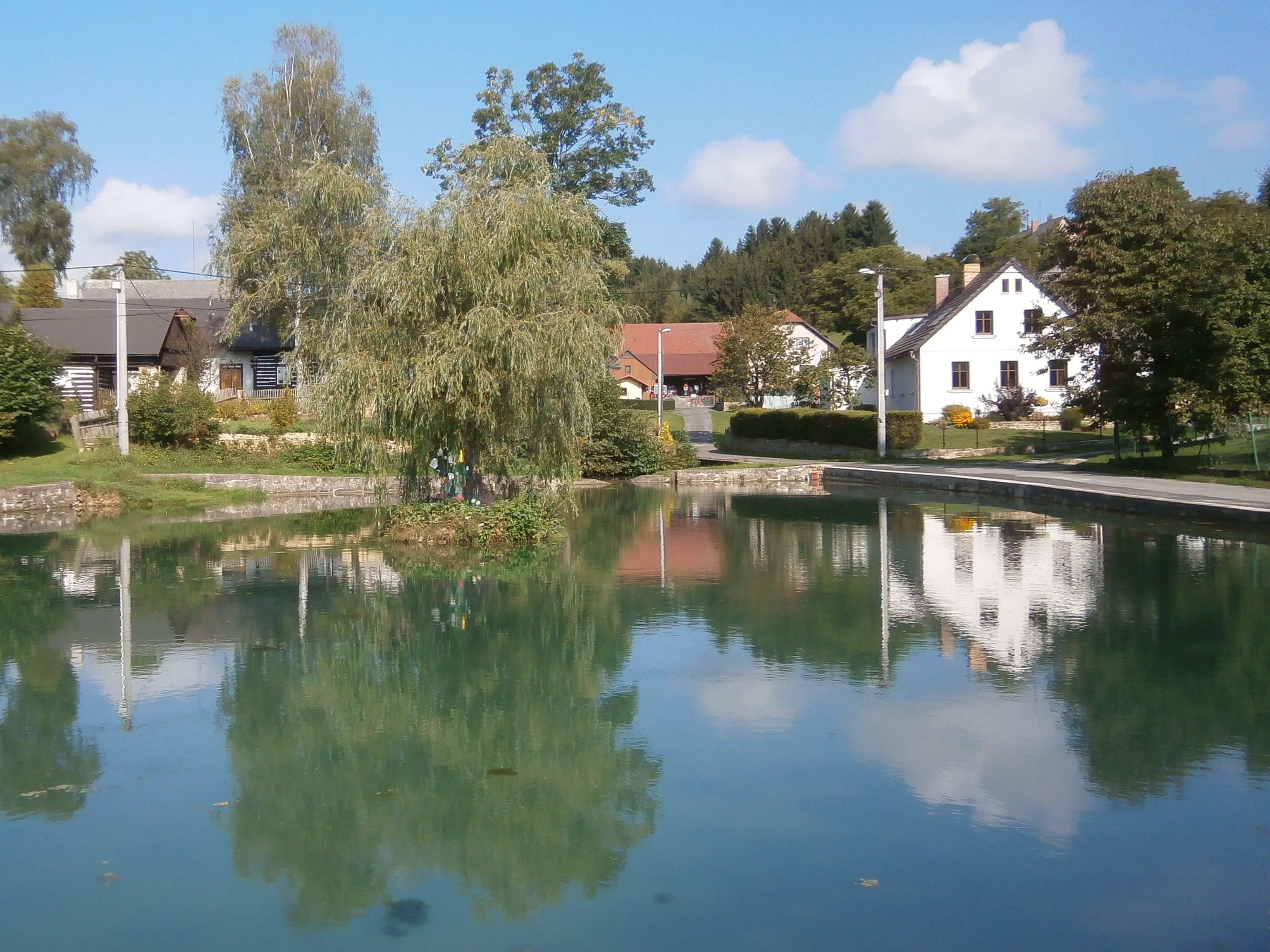
Rybníček na návsi
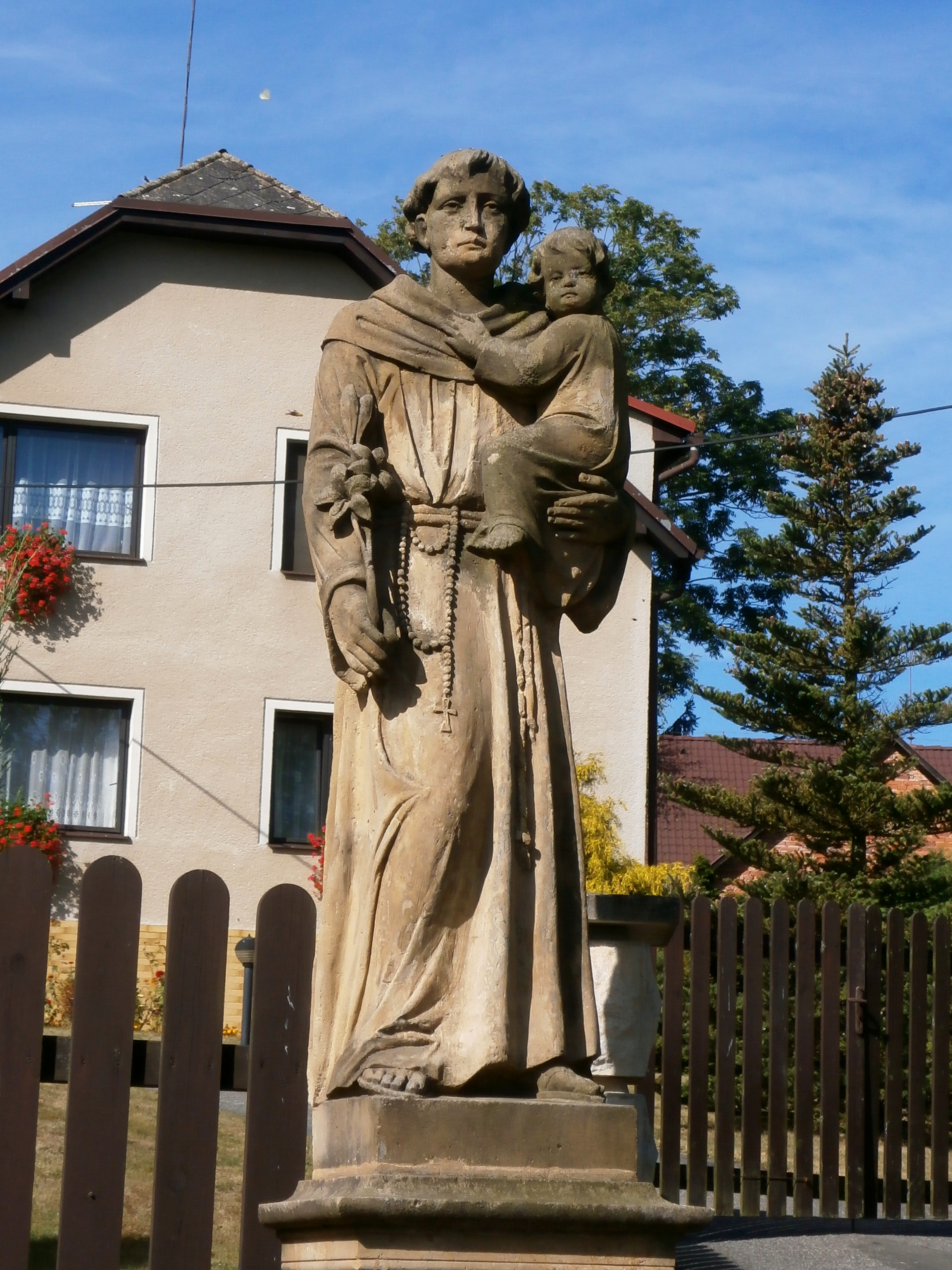
Socha sv. Antonína Paduánského
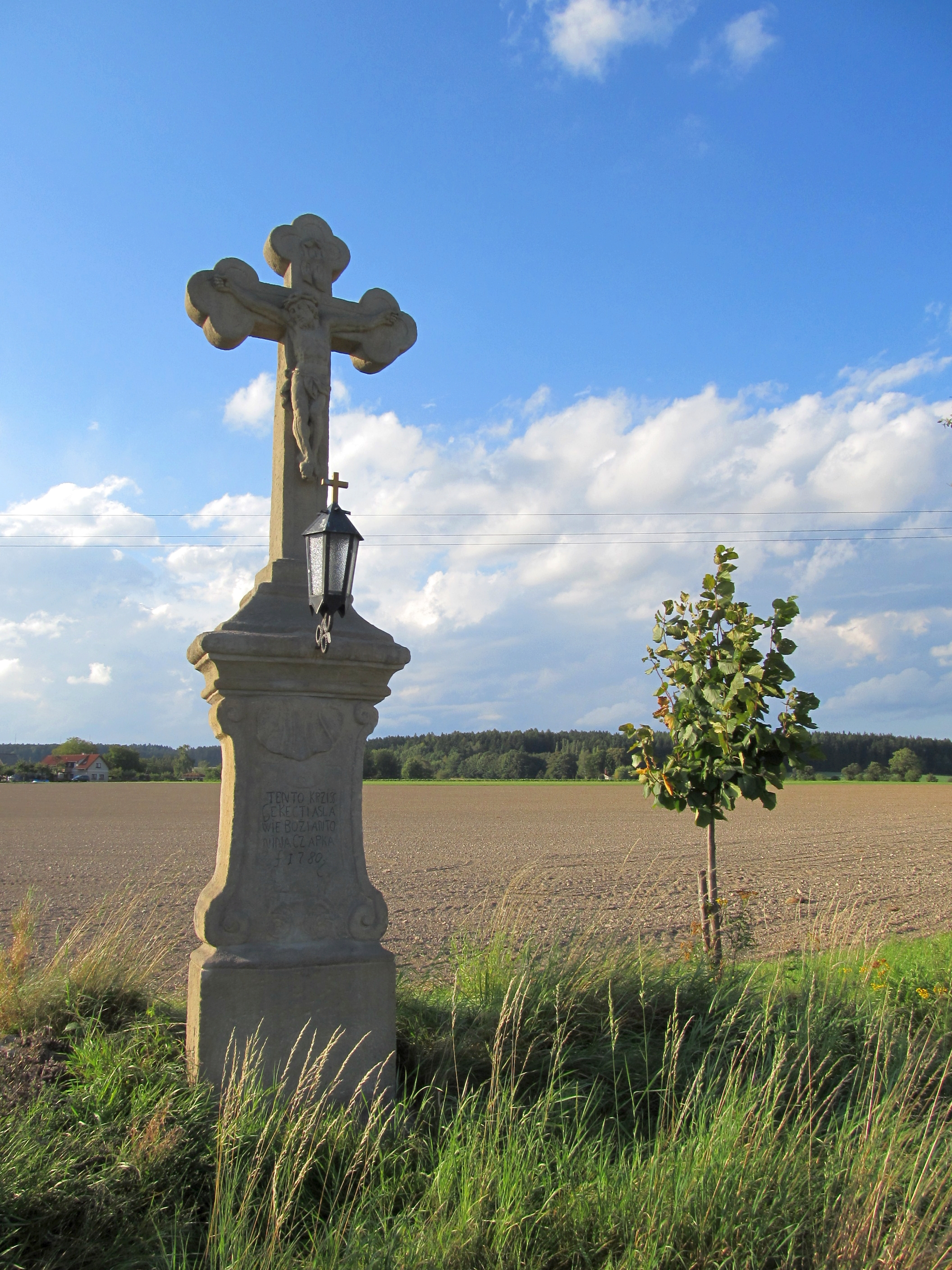
Kricifix